# Zimowe Igrzyska Olimpijskie 1992
XVI Zimowe Igrzyska Olimpijskie odbyły się we francuskiej miejscowości Albertville w 1992 roku. Startowało 1801 zawodników (488 kobiet) z 64 krajów. Po raz pierwszy wystartowali reprezentanci 12 państw: Algierii, Bermudów, Brazylii, Chorwacji, Estonii, Hondurasu, Litwy, Łotwy, Republiki Irlandii, Słowenii i Suazi.

## Wybór gospodarza
Do organizacji zimowych igrzysk olimpijskich w 1992 roku kandydowało siedem miast: Albertville, Anchorage, Berchtesgaden, Cortina d’Ampezzo, Falun, Lillehammer oraz Sofia. W październiku 1986 roku w Lozannie, Międzynarodowy Komitet Olimpijski wybrał z tego grona miasto organizatora Igrzysk Zimowych Olimpijskich.
| Miasto            | Państwo           | Runda 1 | Runda 2 | Runda 3 | Runda 4 | Dogrywka 5 | Runda 6 |
| ----------------- | ----------------- | ------- | ------- | ------- | ------- | ---------- | ------- |
| Albertville       | Francja           | 19      | 26      | 29      | 42      | –          | 51      |
| Sofia             | Bułgaria          | 25      | 25      | 28      | 24      | –          | 25      |
| Falun             | Szwecja           | 10      | 11      | 11      | 11      | 41         | 9       |
| Lillehammer       | Norwegia          | 10      | 11      | 9       | 11      | 40         | –       |
| Cortina d’Ampezzo | Włochy            | 7       | 6       | 7       | –       | –          | –       |
| Anchorage         | Stany Zjednoczone | 7       | 5       | –       | –       | –          | –       |
| Berchtesgaden     | Niemcy            | 6       | –       | –       | –       | –          | –       |

Ostatecznie gospodarza wyłoniono 17 października 1986 roku, podczas 91. sesji Międzynarodowego Komitetu Olimpijskiego w Lozannie. W szóstej turze głosowania, z liczbą 51 głosów, zwyciężyło francuskie Albertville. W sukces Albertville nie wierzyło wielu analityków i ekspertów. Wszystko dlatego, iż Francuzi postanowili rozłożyć igrzyska na przestrzeni 1040 kilometrów kwadratowych. MKOl uwierzył jednak w obietnice szefów komitetu organizacyjnego – Michela Barniera i słynnego alpejczyka Jeana-Calude'a Killy'ego – iż impreza zachowa spójny charakter. Rzeczywistość okazała się jednak inna. Zaledwie 18 konkurencji rozegrano w głównym mieście ZIO, zaś pozostałe zostały rozsiane po Courchevel, La Plagne, Les Arcs, Les Menuires, Les Saisies, Meribel, Pralognan-la-Vanoise, Tignes i Val d'Isere. Skończyło się na horrorze logistycznym, przede wszystkim dla kibiców i dziennikarzy, muszących pokonywać znaczne odległości z jednej olimpijskiej areny na drugą. Głos zabierali także ekolodzy, którzy sprzeciwiali się decyzji francuskiego rządu o zniesieniu programu ochrony lasów w celu zbudowania toru bobslejowego i tras narciarskich. Prawdziwym problemem były jednak przemiany polityczne w Europie. Gospodarze nie byli przygotowani na przyjazd kilkunastu dodatkowych reprezentacji. Dość powiedzieć, iż miasto Brides-les-Baines, gdzie wybudowano wioskę olimpijską, miało 10 milionów dolarów deficytu i wisiało nad nim widmo bankructwa. Problem został rozwiązany w następujący sposób – państwa byłego Związku Radzieckiego (z wyłączeniem Litwy, Łotwy i Estonii), przysłały na igrzyska wspólną reprezentację, pod nazwą Wspólnoty Niepodległych Państw. Ich przyjazd na imprezę został opłacony przez głównych sponsorów MKOl.Uroczysta ceremonia otwarcia XVI Zimowych Igrzysk Olimpijskich miała miejsce 8 lutego 1992 roku na Theatre des Ceremonies w Albertville. Do regionu Savoie we Francji przybyło 1801 sportowców z 64 państw. Po ośmiu latach przerwy do rywalizacji powrócił Senegal, po pięćdziesięciu sześciu – Łotwa, zaś po sześćdziesięciu czterech - Litwa. Ponownie witano także reprezentację zjednoczonych Niemiec, a w miejsce ZSRR pojawiła się drużyna Wspólnoty Niepodległych Państw. Na zimowych igrzyskach zadebiutowały z kolei zespoły Algierii, Bermudów, Brazylii, Chorwacji, Estonii, Hondurasu, Irlandii, Słowenii i Suazi. W porównaniu z zawodami w Calgary, do Albertville nie przybyły ekipy Fidżi, Guamu, Gwatemali, Meksyku i Portugalii. We Francji pojawiła się także 53-osobowa reprezentacja Polski, której chorążym po raz drugi został hokeista, Henryk Gruth. Europejska Wspólnota Gospodarcza, znana obecnie jako Unia Europejska, proponowała komitetowi organizacyjnemu 12 milionów dolarów, w zamian za umożliwienie otwarcia igrzysk Jacques'owi Delors, przewodniczącemu Komisji Europejskiej. Francuzi jednak byli nieugięci i imprezę w Albertville otworzył ich prezydent, Francois Mitterrand. Ogień olimpijski na stadion wprowadził Michel Platini. Znakomity francuski piłkarz przekazał jednak na samym końcu pochodnię towarzyszącemu mu ośmiolatkowi. I to właśnie Francois-Cyrille Grange zapalił olimpijski znicz.

## Dyscypliny olimpijskie
- Biathlon
- Biegi narciarskie
- Bobsleje
- Hokej na lodzie
- Kombinacja norweska
- Łyżwiarstwo figurowe
- Łyżwiarstwo szybkie
- Narciarstwo alpejskie
- Narciarstwo dowolne
- Saneczkarstwo
- Short track
- Skoki narciarskie

## Dyscypliny pokazowe
- Curling
- Narciarstwo szybkie

## Państwa uczestniczące

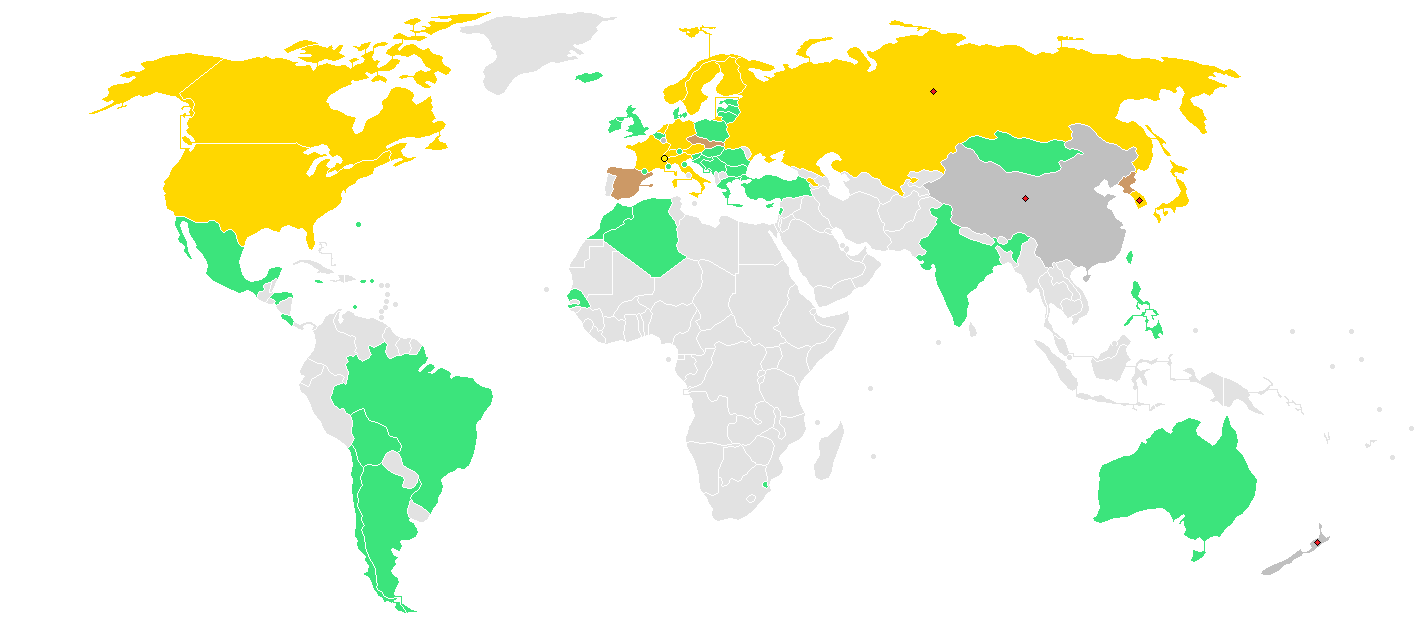
Medale zdobyte przez państwa uczestniczące w XVI Zimowych Igrzyskach Olimpijskich

| - Algieria - Andora - Antyle Holenderskie - Argentyna - Australia - Austria - Belgia - Bermudy - Boliwia - Brazylia - Bułgaria - Chile - Chiny - Chińskie Tajpej - Chorwacja - Cypr |  | - Czechosłowacja - Dania - Estonia - Filipiny - Finlandia - Francja - Grecja - Hiszpania - Holandia - Honduras - Indie - Irlandia - Islandia - Jamajka - Japonia - Jugosławia |  | - Kanada - Korea Południowa - Korea Północna - Kostaryka - Liban - Liechtenstein - Litwa - Luksemburg - Łotwa - Maroko - Meksyk - Monako - Mongolia - Niemcy - Norwegia - Nowa Zelandia |  | - Polska - Portoryko - Rumunia - San Marino - Senegal - Słowenia - Stany Zjednoczone - Suazi - Szwajcaria - Szwecja - Turcja - Węgry - Wielka Brytania - Włochy - Wspólna reprezentacja - Wyspy Dziewicze Stanów Zjednoczonych |

## Kalendarz
W poniższym kalendarzu zaprezentowano dni, w których rozdane zostały medale w danej konkurencji (żółty kolor), rozegrane zostały eliminacje (niebieski kolor), rozegrana została gala łyżwiarzy figurowych (jasnożółty), ceremonia otwarcia (zielony) i zamknięcia igrzysk (czerwony)
| Luty 1992             | 8 So | 9 Ni | 10 Pn | 11 Wt | 12 Śr | 13 Cz | 14 Pt | 15 So | 16 Nd | 17 Pn | 18 Wt | 19 Śr | 20 Cz | 21 Pt | 22 So | 23 Nd | Złote medale |
| --------------------- | ---- | ---- | ----- | ----- | ----- | ----- | ----- | ----- | ----- | ----- | ----- | ----- | ----- | ----- | ----- | ----- | ------------ |
| Biathlon              |      |      |       | ●     | ●     |       | ●     |       | ●     |       |       | ●     | ●     |       |       |       | 6            |
| Biegi narciarskie     |      | ●    | ●     |       |       | ●●    |       | ●●    |       | ●     | ●     |       |       | ●     | ●     |       | 10           |
| Bobsleje              |      |      |       |       |       |       |       |       |       | ●     |       |       |       |       |       | ●     | 2            |
| Hokej na lodzie       |      |      |       |       |       |       |       |       |       |       |       |       |       |       |       | ●     | 1            |
| Kombinacja norweska   |      |      |       |       |       |       |       |       |       |       | ●     | ●     |       |       |       |       | 2            |
| Łyżwiarstwo figurowe  |      |      |       | ●     |       |       |       | ●     |       | ●     |       |       |       | ●     |       |       | 4            |
| Łyżwiarstwo szybkie   |      | ●    | ●     |       | ●     | ●     | ●     | ●     | ●     | ●     | ●     |       | ●     |       |       |       | 10           |
| Narciarstwo alpejskie |      | ●    |       | ●     |       | ●     |       | ●     | ●     | ●     | ●     | ●     | ●     |       | ●     |       | 10           |
| Narciarstwo dowolne   |      |      |       |       |       | ●●    |       |       |       |       |       |       |       |       |       |       | 2            |
| Saneczkarstwo         |      |      | ●     |       | ●     |       | ●     |       |       |       |       |       |       |       |       |       | 3            |
| Short track           |      |      |       |       |       |       |       |       |       |       |       |       | ●●    | ●●    |       |       | 4            |
| Skoki narciarskie     |      | ●    |       |       |       |       | ●     |       | ●     |       |       |       |       |       |       |       | 3            |
| Złote medale          |      | 4    | 3     | 3     | 3     | 6     | 4     | 5     | 4     | 5     | 4     | 3     | 5     | 4     | 2     | 2     | 57           |
| Ceremonie             | ●    |      |       |       |       |       |       |       |       |       |       |       |       |       |       | ●     |              |

## Klasyfikacja medalowa
| Klasyfikacja medalowa według państw |                       |        |       |         |         |
|                                     | państwo               | ogółem | złote | srebrne | brązowe |
| 1.                                  | Niemcy                | 26     | 10    | 10      | 6       |
| 2.                                  | Wspólna reprezentacja | 23     | 9     | 6       | 8       |
| 3.                                  | Norwegia              | 20     | 9     | 6       | 5       |
| 4.                                  | Austria               | 21     | 6     | 7       | 8       |
| 5.                                  | Stany Zjednoczone     | 11     | 5     | 4       | 2       |
| 6.                                  | Włochy                | 14     | 4     | 6       | 4       |
| 7.                                  | Francja               | 9      | 3     | 5       | 1       |
| 8.                                  | Finlandia             | 7      | 3     | 1       | 3       |
| 9.                                  | Kanada                | 8      | 2     | 3       | 2       |
| 10.                                 | Korea Południowa      | 4      | 2     | 1       | 1       |

## Osiągnięcia reprezentacji Polski
| Osiągnięcia reprezentacji Polski | Osiągnięcia reprezentacji Polski | Osiągnięcia reprezentacji Polski | Osiągnięcia reprezentacji Polski | Osiągnięcia reprezentacji Polski |
| dyscyplina                       | konkurencja                      | reprezentant                     | miejsce                          |                                  |
| -------------------------------- | -------------------------------- | -------------------------------- | -------------------------------- | -------------------------------- |
| kombinacja norweska              |                                  | Stanisław Ustupski               | 8.                               |                                  |
| biathlon                         | 4x7,5 km                         | sztafeta męska                   | 9.                               |                                  |